# Виноградовка (Кулундинський район)
Виногра́довка (рос. Виноградовка) — село у складі Кулундинського району Алтайського краю, Росія. Входить до складу Курської сільської ради.

## Населення
Населення — 242 особи (2010; 293 у 2002).
Національний склад (станом на 2002 рік):
- росіяни — 79 %